# Улица Академика Арцимовича
У́лица Акаде́мика Арцимо́вича — улица в Юго-Западном административном округе города Москвы на территории района Коньково. Расположена между улицей Миклухо-Маклая и улицей Островитянова. Нумерация домов ведётся от улицы Миклухо-Маклая.

## Происхождение названия
Названа 19 августа 1985 года в честь академика Л. А. Арцимовича.

## Здания и сооружения
По чётной стороне:
В самом начале улицы находится сооружение, известное как первый в Москве крытый надземный общедоступный гараж.

## Транспорт
Движение общественного транспорта по улице академика Арцимовича отсутствует.